# Accidents Happen
Accidents Happen és una pel·lícula de comèdia dramàtica coming-of-age australiana del 2009 dirigida per Andrew Lancaster i protagonitzada per Geena Davis, Harrison Gilbertson, Harry Cook, Sebastian Gregory, Joel Tobeck i Sarah Woods. Escrita per Brian Carbee, basada en la seva pròpia infància i adolescència, la història gira al voltant d'un adolescent propens a accidents i la seva família. La pel·lícula es va rodar a Sydney, Nova Gal·les del Sud, entre juny i juliol de 2008, i es va estrenar a Austràlia el 22 d'abril de 2010.
Als Premis de Música ARIA de 2010 la banda sonora va ser nominada al Premi ARIA a la millor banda sonora original, repartiment o àlbum d'espectacles.

## Argument
L'any 1974, la família Conway es troba en un autocinema a Connecticut mirant The Three Stooges. Els pares són Gloria (Geena Davis), una mare maleducada i estricta que sempre prendrà la responsabilitat de la família, Ray (Joel Tobeck), un pare tranquil, i els germans Linda, Gene, Larry (Harry Cook), i Billy (Harrison Gilbertson), que és un nen propens a accidents. Mentrestant, el veí dels Conway, Douglas "Doug" Post (Sebastian Gregory), a qui la Gloria odia i sovint l'anomena perquè és ell qui causa problemes que poden ser ofensius per a la família, passa amb la seva bicicleta i Gene el condueix fins a la part superior de la pantalla d'entrada. Aleshores, Gene procedeix a orinar fora de la pantalla. Mentre una Gloria enfurismada s'acosta a la pantalla, els espectadors enfurismats i confosos toquen el claxon a Gene i Doug. Mentre condueix cap a casa sota la pluja, una discussió entre dos dels nens distreu en Ray, fent que el cotxe xoqui amb una camioneta. Tot i que Gloria, Ray, Billy i Larry només pateixen ferides lleus, Linda mor i Gene està greument ferit, deixant-lo danyat al cervell i paralitzat de cap avall.
El 1982, vuit anys després de l'accident, Ray es divorcia i sorgeixen més problemes relacionats amb l'estat de Doug i Gene, que podria causar la seva mort en qualsevol moment. Billy, de quinze anys, segueix sent amic de Doug fins i tot després de l'accident. Una nit, es produeix una discussió durant un sopar amb televisió amb Larry, ara un alcohòlic bel·ligerant i profà. En Billy tomba accidentalment el sopar i aquest aterra sobre ell, cremant-li l'esquena. Quan en Doug escolta el que està passant, intervé i es troba en una breu baralla amb Larry, ja que Billy culpa el seu germà per la cremada a l'esquena. Després de robar en una drogueria, en Billy i en Doug juguen quan ell provoca un xoc totpoderós amb una bola de bitlles i un cotxe en moviment, matant el pare de Doug. Pocs dies després de l'incident, l'assetjament incessant de Larry fa que Billy lluiti contra el seu germà gran, i quan Gloria trenca la baralla i descobreix una gasa a l'esquena d'en Billy (després que Billy toqués el sopar de televisió i es lesionés, i als diaris sobre el robatori que Billy portava la gasa), Larry immediatament li diu que en Billy i en Doug van anar fent estralls i robant coses com a prova, però encara és endut per Ray, que va arribar a provocar una altra discussió amb Gloria pel seu divorci. Com que en Billy no té cap manera d'amagar cap de les proves, una Glòria indignada el recrimina i l'amonesta, prohibint-li permanentment veure en Doug. Encara que sap què van fer en Billy i en Doug, la Gloria no sap que van causar l'accident de cotxe que va matar el pare d'en Doug.
Quan Doug rep una nota equivocada que el seu pare es va suïcidar i que la companyia d'assegurances no paga el suïcidi, decideixen que és hora de confessar a la policia què va passar realment. Quan Billy li diu això a la Gloria, ella el descriu com un fill egoista i li dona una bufetada a la cara amb incredulitat i esclata en llàgrimes. Mentre la policia interroga a Billy i Doug, la família rep la notícia que en Gene finalment havia mort. Aleshores es revela que quan en Doug va assistir al funeral de Gene, la Gloria l'havia perdonat pel que va passar. La pel·lícula acaba quan Billy agafa la bola de bitlles que es va trobar després de l'accident mortal i la fa rodar per la vorera mentre Billy la mira.

## Repartiment
- Geena Davis com a Gloria Conway[4]
- Harrison Gilbertson com a Billy Conway[5]
- Harry Cook com a Larry Conway[6]
- Ivy Latimer com a Linda Conway[4]
- Joel Tobeck com a Ray Conway[4]
- Sebastian Gregory com a Doug Post[4]
- Sarah Woods com a Dottie Post[4]
- Erik Thomson com a Bob[4]
- Rebecca Massey com a Louise[4]
- Morgan Griffin com a Katrina[7]
- Wendy Playfair com a Mrs. Smolensky[8]

## Producció
El guionista d'origen estatunidenc Brian Carbee va escriure Accidents Happen basant-se en la seva infància a Connecticut dels anys 80, canviant el seu propi nom a "Billy Conway". nteriorment havia actuat en un espectacle d'una persona titulat  In Search of Mike, que el director Andrew Lancaster va veure i va preguntar a Carbee si adaptaria l'espectacle a un curtmetratge. Posteriorment, Carbee va escriure una novel·la que va servir de base per al seu guió Accidents Happen. Va desenvolupar el guió a través del prestigiós Aurora Script Workshop de Sydney, on el productor Anthony Anderson havia treballat i col·laborat en la seva pel·lícula de 2004 Somersault. El 2004, el guió completat va ser nominat per a un Inside Film Award al millor guió no produït, però van trigar tres anys més a reunir finançament per al projecte. Anderson, Carbee i Lancaster va sol·licitar amb èxit el finançament de Screen Australia en dues ocasions; se'ls va concedir 18.000 A$ el maig de 2003 per finançar els esborranys del guió, i 50.000 dòlars el novembre de 2007. El setembre de 2005, Anderson va viatjar a la ciutat de Nova York amb altres tres productors australians per reunir-se amb inversors al No Borders Co-Production Market , una divisió del Independent Feature Project Market en què els cineastes intenten obtenir finançament per als seus projectes. La pel·lícula va ser la primera producció de l'Abacus Film Fund, cofundat per la productora Heather Ogilvie i els assessors corporatius BG Capital Corporation. La productora britànica Bankside Films de Londres també va ajudar a cercar finances i s'encarrega de totes les vendes internacionals de la pel·lícula. Els cineastes van rebre un descompte del 40% sobre tots els costos de producció de Screen Australia. Davis va ser l'únic actor estatunidenc del repartiment, malgrat l'ambientació nord-americana de la història; la resta del repartiment és australià, amb accents americans fingits
"El meu pare i jo vam conduir per Ku-ring-gai. St Ives va ser escollit com el lloc ideal pels seus arbres caducifolis i els seus grans jardins davanters. Si feu una panoràmica de la càmera d'una manera, obtindreu Connecticut, si la desplaceu d'una altra manera, s'obté St Ives. Només havíem d'assegurar-nos que els arbres no estaven a càmera."
Accidents Happen va ser originalment pensada per ser filmada a Connecticut, on està ambientada, però la producció es va mantenir a Austràlia, on s'havia escrit el guió, perquè era més fàcil de finançar que als Estats Units.El rodatge estava previst que comencés a l’abril de 2008 però es va retardar fins al juny. Lancaster va dir que va fer "una gran quantitat de preparació tècnica" abans de començar el rodatge, de manera que al plató pogués centrar la seva direcció en les actuacions dels actors, ja que el repartiment en gran part no tenia experiència. La fotografia principal va començar a principis de juny amb escenes rodades en un plató construït als Fox Studios de Sydney. La majoria de rodatges van tenir lloc als voltants de Kuringgai, primer a Gillian Parade a West Pymble durant una setmana a finals de juny i després Lincoln St, St Ives durant els dies 1– 2 de juliol. Els residents de Lincoln St es van queixar de possibles interrupcions al Consell de Ku-ring-gai, van iniciar una petició perquè la producció es traslladés a un altre lloc i van amenaçar amb tocar la gaita i posar llums durant el rodatge si continuava com estava previst. L'ajuntament va oferir un calendari de rodatge revisat, reduint el rodatge en dos dies i avançant l'hora d'acabament de cada dia una hora a les 12:30, i els productors van oferir a alguns residents un pagament de 500 dòlars per cobrir qualsevol inconvenient. El rodatge de l'escena integral de l'accident de cotxe de la història es va traslladar a un altre carrer després de la discòrdia.

## Llança,emt
Unes imatges seleccionades de Accidents Happen es va projectar a possibles distribuïdors al Festival Internacional de Cinema de Toronto de 2008 i es va mostrar a l'American Film Market el novembre de 2008. El tall del director la pel·lícula es va estrenar el 23 d'abril de 2009 al Festival de Cinema de Tribeca i es va projectar el juny de 2009 al Festival de Cinema de Sydney. Es va mostrar l'octubre de 2009 al Branchage Festival de Cinema de Jersey, al Rencontres internationales du cinéma des Antipodes a Sant Tropetz, i al XLII Festival Internacional de Cinema Fantàstic de Catalunya.

### Taquilla
Accidents Happen va guanyar 157.131 dòlars a la taquilla d'Austràlia.

## Recepció
Rotten Tomatoes, un agregador de ressenyes, informa que sis de deu crítics enquestats van donar a la pel·lícula una crítica positiva; la valoració mitjana va ser de 5,5/10. Russell Edwards de Variety  va escriure: "Els contratemps a l'estil de John Irving i la laboriosa ironia no aconsegueixen mantenir el drama o la coherència a Accidents Happen, una comèdia negra de família disfuncional falsa americana de fabricació australiana."